# Autographa buraetica
Autographa buraetica là một loài bướm đêm trong họ Noctuidae.